# Salto del Kalambo
El salto del Kalambo es una gran cascada del río Kalambo antes de llegar al lago Tanganica. Está situada en el valle del Rift, entre dos países: Zambia y Tanzania. Con sus 221 metros de caída (otras referencias hablan de 375 y 212 m. respectivamente) es la segunda mayor catarata de África en cuanto a altura, después del salto del Tugela.
En sus proximidades se encuentran una serie de  yacimientos arqueológicos declarados Patrimonio de la Humanidad por la UNESCO, de los que se han extraído restos humanos de entre 200 y 50.000 años. La primera excavación fue la de John Desmond Clark en 1953, que investigó un terreno situado detrás de la catarata.